# Michmole
El michmole, michimole, mixmole (del náhuatl michi «pescado», y mulli «salsa») o mole de pescado es un guiso típico de la Ciudad de México, el Edoméx y Michoacán. Como su nombre indica, su ingrediente principal es el pescado, que se fríe y se baña en una salsa verde hecha a base de ajo, cebolla, chile, epazote y tomate verde. La salsa se suele sofreír en una mezcla de manteca y harina de maíz. Este platillo es de origen prehispánico, y en aquella época era una forma muy tradicional de preparar lo que se pescaba de Texcoco y otros lagos, incluidas ranas,  atepocates, ajolotes y acociles.
En la actualidad, los pescados más comunes para preparar el mixmole son la carpa, el bagre o el pescado blanco. Éstos se obtienen principalmente de las piscifactorías existentes en el Estado de México. Sin embargo, en época prehispánica, los pescados del mixmulli eran otros: «pescaditos» de pequeño tamaño, autóctonos, los cuales abundaban en todos los ríos y lagos del centro de México cuando aún no estaban contaminados o desecados. Para los pueblos prehispánicos como Tláhuac y Xochimilco, los alimentos del lago eran la base de su dieta. En este contexto nace el michmulli. Sin embargo, hoy en día los lagos interiores mexicanos, han sufrido una terrible degradación de sus entornos medioambientales y muchas especies se han extinguido, por lo que los ingredientes del michmole se deben producir en piscifactorías o pescar en el mar.
En la actualidad ya no se preparan con ajolotes porque están en peligro de extinción. Este platillo se suele acompañar con nopalitos.